# Fear, Itself
Fear, Itself es el cuarto episodio de la cuarta temporada de Buffy the Vampire Slayer.
Los invitados a una fiesta en Halloween se encuentran enfrentándose a sus propios miedos a causa de un demonio llamado Gachnar.

## Argumentos
Xander (Nicholas Brendon), Willow (Alyson Hannigan), Oz (Seth Green) y Buffy (Sarah Michelle Gellar) están en el sótano de la casa del primero, en donde ahora vive, discutiendo los planes para Halloween. Willow menciona una fiesta en una fraternidad, la Casa del Terror, donde hay que atravesar un laberinto para llegar a la fiesta. Xander se siente desplazado hasta que Willow le dice que él también está invitado. Buffy sigue deprimida por lo de Parker, y les deja pronto, saliendo a pasear por Sunnydale.
Al día siguiente Willow comenta con Buffy lo que ha aprendido de magia y que quiere pasar al nivel siguiente. Oz está preocupado por el interés de Willow en la magia aunque le hace saber que decida lo que decida estará de su parte. Buffy acude a visitar a Giles (Anthony Head), que está muy metido en el día festivo de Halloween, al igual que los chicos de la fraternidad, que están preparando sustos para las chicas. Uno de ellos encuentra un símbolo místico en un libro y deciden pintarlo para ambientar la casa.
Anya (Emma Caufield) acude a visitar a Xander, le reprocha que no le haya llamado, y él le dice que es lo que ella le pidió. Xander invita a Anya a la fiesta y le recuerda que tiene que ir disfrazada de algo que asuste.
La profesora Walsh (Lindsey Crouse) amenaza a Buffy con expulsarla si tiene una falta más. Riley (Marc Blucas) le aconseja que se divierta esa noche. Mientras tanto, durante los preparativos de la fiesta, Oz se corta y unas gotas de su sangre caen en el símbolo pintado, que fluctúa sin que nadie se dé cuenta.
Joyce (Kristine Sutherland) y Buffy tienen una charla madre-hija mientras le arregla el disfraz de Caperucita Roja para la fiesta. Willow, disfrazada de Juana de Arco, está decidida a hacer que Buffy se lo pase bien. Buffy se reúne a las puertas de la fraternidad con Xander, disfrazado de James Bond, y Oz, disfrazado de Dios.
Mientras tanto, en la fiesta han empezado a ocurrir cosas extrañas y cunde el pánico, pero la pandilla no se entera cuando entra. Al final advierten que puede ocurrir algo raro cuando Buffy encuentra sangre de verdad, son atacados por murciélagos también de verdad y oyen una voz que pide que le liberen. Anya llega disfrazada de conejo, pero no encuentra la puerta para entrar. Ve cómo la casa va cerrando las ventanas y se preocupa por Xander, por lo que va a buscar a Giles para que le salve.
Willow y Buffy discuten: la primera quiere usar magia pero la segunda le dice que sus hechizos sólo funcionan a medias. Oz y Willow abandonan la habitación dejando a Xander la tarea de intentar reconfortar a Buffy, pero esta no le ve ni le oye. Oz empieza a transformarse en hombre lobo y huye. Ahora los cuatro amigos están separados, cada uno enfrentado a sus miedos. El hechizo de Willow se vuelve contra ella y la luz que debería guiarla se divide en lucecitas que la atacan. Buffy cae en un sótano donde es atacada por zombis, pero consigue escapar y llegar al salón, donde encuentra a Oz, con forma humana, y consiguen calmar a Willow, a la que ya no le persigue luz alguna. Vuelven a ver a Xander. El libro del que salió el símbolo está ahí, y descubren que se ha invocado a un demonio que se alimenta de miedos.
En ese momento aparecen Giles y Anya por un agujero que han abierto con una sierra mecánica. Buffy, adelantándose a las instrucciones de Giles, rompe el dibujo del suelo provocando la aparición de un demonio diminuto con el que acaba con un pisotón.

## Reparto

### Personajes principales
- Sarah Michelle Gellar como Buffy Summers.
- Nicholas Brendon como Xander Harris.
- Alyson Hannigan como Willow Rosenberg.
- Seth Green como Oz.
- Anthony Stewart Head como Rupert Giles.

### Apariciones especiales
- Kristine Sutherland como Joyce Summers.
- Marc Blucas como Riley Finn.
- Emma Caulfield como Anya.
- Adam Kaufman como Parker Abrams.
- Lindsay Crouse como Maggie Walsh.

### Co-starring
- Marc Rose como Josh.
- Sulo Williams como Chaz.
- Walter Emanuel Jones como Edward.
- Adam Bitterman como Gachnar.
- Aldis Hodge como Masked Teen.
- Darris Love como Hallmate.
- Michele Nordin como Rachel.
- Adam Grimes como Chico langosta.
- Larissa Reynolds como Chica regalo.

## Producción